# Gradius III
Gradius III (グラディウスIII -伝説から神話ヘ- Gradiusu Surī: Densetsu kara Shinwa he?, Gradius III: From Legend to Myth) är ett sidscrollande shoot 'em up-spel ursprungligen lanserat i arkadhallarna i Japan och andra delar av Asien 1989. Spelet är den tredje uppföljaren till Gradius efter Gradius II, och följdes i sin tur upp av Gradius IV. Spelet släpptes till Super Famicom i Japan 1990, och till SNES i Nordamerika 1991. Spelet fanns också tillsammans med  Gradius IV på en samling (Gradius III & IV) till Playstation 2 och på samlingen Gradius Collection till Playstation Portable.

## Handling
Spelaren styr en Vic Viper-farkost i kampen mot Bacterionimperiet.

### Fotnoter
1. ↑  ”Gradius III” (på engelska). Gamefaqs. Arkiverad från originalet den 5 maj 2014. https://web.archive.org/web/20140505160854/http://www.gamefaqs.com/arcade/580501-gradius-iii. Läst 5 maj 2014.